# Kolarstwo na Letnich Igrzyskach Olimpijskich 2012 – sprint mężczyzn
Sprint mężczyzn podczas Letnich Igrzysk Olimpijskich 2012 rozegrany został między 4 a 6 sierpnia na torze London Velopark.

## Terminarz
| Data            | Godzina |               |
| --------------- | ------- | ------------- |
| 4 sierpnia 2012 | 10:00   | Eliminacje    |
| 4 sierpnia 2012 | 16:00   | Kolejne rundy |
| 5 sierpnia 2012 | 16:35   | Ćwierćfinały  |
| 6 sierpnia 2012 | 16:00   | Półfinały     |
| 6 sierpnia 2012 | 17:40   | Finał         |

## Wyniki

### Eliminacje
Wyniki:
| Pozycja | Zawodniczka         | Czas   | Średnia prędkość (km/h) |
| ------- | ------------------- | ------ | ----------------------- |
| 1.      | Jason Kenny         | 9.713  | 74.127                  |
| 2.      | Grégory Baugé       | 9.952  | 72.347                  |
| 3.      | Shane Perkins       | 9.987  | 72.093                  |
| 4.      | Robert Förstemann   | 10.072 | 71.485                  |
| 5.      | Dienis Dmitrijew    | 10.088 | 71.371                  |
| 6.      | Hersony Canelón     | 10.123 | 71.125                  |
| 7.      | Sei'ichirō Nakagawa | 10.144 | 70.977                  |
| 8.      | Zhang Miao          | 10.155 | 70.901                  |
| 9.      | Eddie Dawkins       | 10.201 | 70.581                  |
| 10.     | Njisane Phillip     | 10.202 | 70.574                  |
| 11.     | Azizulhasni Awang   | 10.226 | 70.408                  |
| 12.     | Jimmy Watkins       | 10.247 | 70.264                  |
| 13.     | Pavel Kelemen       | 10.311 | 69.828                  |
| 14.     | Damian Zieliński    | 10.323 | 69.747                  |
| 15.     | Bernard Esterhuizen | 10.350 | 69.565                  |
| 16.     | Hodei Mazquiarán    | 10.604 | 67.898                  |
| 17.     | Zafiris Wolikakis   | 10.663 | 67.523                  |

### Pierwsza runda
Wyniki:
| Zawodnik          | Czas                 | Śr. prędkość (km/h)  |
| ----------------- | -------------------- | -------------------- |
| Grégory Baugé     | Zwycięstwo przez DSQ | Zwycięstwo przez DSQ |
| Zafiris Wolikakis | DSQ                  | DSQ                  |

| Zawodnik            | Czas   | Śr. prędkość (km/h) |
| ------------------- | ------ | ------------------- |
| Robert Förstemann   | 11.100 | 64.864              |
| Bernard Esterhuizen |        |                     |

| Zawodnik        | Czas   | Śr. prędkość (km/h) |
| --------------- | ------ | ------------------- |
| Hersony Canelón |        |                     |
| Pavel Kelemen   | 10.840 | 66.420              |

| Zawodnik          | Czas   | Śr. prędkość (km/h) |
| ----------------- | ------ | ------------------- |
| Zhang Miao        |        |                     |
| Azizulhasni Awang | 10.473 | 68.748              |

| Zawodnik         | Czas   | Śr. prędkość (km/h) |
| ---------------- | ------ | ------------------- |
| Shane Perkins    | 10.722 | 67.151              |
| Hodei Mazquiarán |        |                     |

| Zawodnik         | Czas   | Śr. prędkość (km/h) |
| ---------------- | ------ | ------------------- |
| Dienis Dmitrijew | 10.690 | 67.352              |
| Damian Zieliński |        |                     |

| Zawodnik            | Czas   | Śr. prędkość (km/h) |
| ------------------- | ------ | ------------------- |
| Sei'ichirō Nakagawa |        |                     |
| Jimmy Watkins       | 10.399 | 69.237              |

| Zawodnik        | Czas   | Śr. prędkość (km/h) |
| --------------- | ------ | ------------------- |
| Eddie Dawkins   |        |                     |
| Njisane Phillip | 10.221 | 70.443              |

#### Repasaże
Wyniki:
| Zawodnik        | Czas   | Śr. prędkość (km/h) |
| --------------- | ------ | ------------------- |
| Hersony Canelón | 10.439 | 68.972              |
| Eddie Dawkins   |        |                     |

| Zawodnik            | Czas   | Śr. prędkość (km/h) |
| ------------------- | ------ | ------------------- |
| Bernard Esterhuizen | 10.762 | 66.902              |
| Hodei Mazquiarán    |        |                     |
| Zhang Miao          |        |                     |

| Zawodnik            | Czas   | Śr. prędkość (km/h) |
| ------------------- | ------ | ------------------- |
| Sei'ichirō Nakagawa | 10.792 | 66.443              |
| Damian Zieliński    |        |                     |

### Druga runda
Wyniki:
| Zawodnik            | Czas   | Śr. prędkość (km/h) |
| ------------------- | ------ | ------------------- |
| Jason Kenny         | 10.363 | 69.477              |
| Bernard Esterhuizen |        |                     |

| Zawodnik            | Czas   | Śr. prędkość (km/h) |
| ------------------- | ------ | ------------------- |
| Shane Perkins       | 10.978 | 65.585              |
| Bernard Esterhuizen |        |                     |

| Zawodnik          | Czas   | Śr. prędkość (km/h) |
| ----------------- | ------ | ------------------- |
| Dienis Dmitrijew  | 10.278 | 70.052              |
| Azizulhasni Awang |        |                     |

| Zawodnik            | Czas   | Śr. prędkość (km/h) |
| ------------------- | ------ | ------------------- |
| Grégory Baugé       | 10.490 | 68.636              |
| Sei'ichirō Nakagawa |        |                     |

| Zawodnik          | Czas   | Śr. prędkość (km/h) |
| ----------------- | ------ | ------------------- |
| Robert Förstemann |        |                     |
| Njisane Phillip   | 10.467 | 68.787              |

| Zawodnik      | Czas   | Śr. prędkość (km/h) |
| ------------- | ------ | ------------------- |
| Pavel Kelemen |        |                     |
| Jimmy Watkins | 10.511 | 68.499              |

#### Repasaże
Wyniki:
| Zawodnik            | Czas   | Śr. prędkość (km/h) |
| ------------------- | ------ | ------------------- |
| Bernard Esterhuizen |        |                     |
| Robert Förstemann   | 10.881 | 66.170              |
| Pavel Kelemen       |        |                     |

| Zawodnik            | Czas   | Śr. prędkość (km/h) |
| ------------------- | ------ | ------------------- |
| Sei'ichirō Nakagawa |        |                     |
| Hersony Canelón     |        |                     |
| Azizulhasni Awang   | 10.456 | 68.859              |

### Pojedynek o miejsca 9. – 12.
Wyniki:
| Zawodnik            | Czas   | Śr. prędkość (km/h) | Pozycja |
| ------------------- | ------ | ------------------- | ------- |
| Seiichiro Nakagawa  | 10.950 | 65.753              | 9.      |
| Pavel Kelemen       |        |                     | 10.     |
| Bernard Esterhuizen |        |                     | 11.     |
| Hersony Canelón     |        |                     | 12.     |

### Ćwierćfinały
Wyniki:
| Zawodnik          | Czas (wyścig 1) | Czas (wyścig 2) |
| ----------------- | --------------- | --------------- |
| Jason Kenny       | 10.433          | 10.030          |
| Azizulhasni Awang |                 |                 |

| Zawodnik      | Czas (wyścig 1) | Czas (wyścig 2) |
| ------------- | --------------- | --------------- |
| Shane Perkins | 10.520          | 10.263          |
| Jimmy Watkins |                 |                 |

| Zawodnik          | Czas (wyścig 1) | Czas (wyścig 2) |
| ----------------- | --------------- | --------------- |
| Grégory Baugé     | 10.472          | 10.300          |
| Robert Förstemann |                 |                 |

| Zawodnik         | Czas (wyścig 1) | Czas (wyścig 2) |
| ---------------- | --------------- | --------------- |
| Njisane Phillip  | 10.545          | 10.300          |
| Dienis Dmitrijew |                 |                 |

### Pojedynek o miejsca 5. – 8.
Wyniki:
| Zawodnik          | Czas   | Śr. prędkość (km/h) | Pozycja |
| ----------------- | ------ | ------------------- | ------- |
| Dienis Dmitrijew  | 10.340 | 69.632              | 5.      |
| Jimmy Watkins     |        |                     | 6.      |
| Robert Förstemann |        |                     | 7.      |
| Azizulhasni Awang |        |                     | 8.      |

### Półfinały
Wyniki:
| Zawodnik        | Czas (wyścig 1) | Czas (wyścig 2) |
| --------------- | --------------- | --------------- |
| Jason Kenny     | 10.159          | 10.166          |
| Njisane Phillip |                 |                 |

| Zawodnik      | Czas (wyścig 1) | Czas (wyścig 2) |
| ------------- | --------------- | --------------- |
| Grégory Baugé | 10.358          | 10.268          |
| Shane Perkins |                 |                 |

### Finały
Wyniki:
Pojedynek o brązowy medal
| Zawodnik        | Czas (wyścig 1) | Czas (wyścig 2) | Pozycja |
| --------------- | --------------- | --------------- | ------- |
| Njisane Phillip |                 |                 | 4.      |
| Shane Perkins   | 10.489          | 10.297          | brąz    |

Pojedynek o złoty medal
| Zawodnik      | Czas (wyścig 1) | Czas (wyścig 2) | Pozycja |
| ------------- | --------------- | --------------- | ------- |
| Jason Kenny   | 10.232          | 10.308          | złoto   |
| Grégory Baugé |                 |                 | srebro  |